# 25e législature de la Colombie-Britannique

La 25e législature de la Colombie-Britannique a siégé de 1957 à 1960. Ses membres sont élus lors de l'élection générale de 1956 (en). Le Parti Crédit social de la Colombie-Britannique dirigé par W. A. C. Bennett forme un gouvernement majoritaire. Le CCF de Robert Strachan forme l'opposition officielle.
Thomas Irwin est président de l'Assemblée jusqu'en avril 1957 moment où il se présente au fédéral. Il est remplacé par Lorne Shantz en 1958.

## Membre de la25elégislature
| Député | Député                            | Circonscription         | Parti        |
| ------ | --------------------------------- | ----------------------- | ------------ |
|        | Stanley John Squire               | Alberni                 | CCF          |
|        | William James Asselstine          | Atlin                   | Créditiste   |
|        | Gordon Dowding                    | Burnaby                 | CCF          |
|        | Ernest Edward Winch               | Burnaby                 | CCF          |
|        | William Ralph Talbot Chetwynd     | Cariboo                 | Créditiste   |
|        | William Kenneth Kiernan           | Chilliwack              | Créditiste   |
|        | Richard Orr Newton                | Columbia                | Créditiste   |
|        | Daniel Robert John Campbell       | Comox                   | Créditiste   |
|        | Robert Martin Strachan            | Cowichan-Newcastle      | CCF          |
|        | Leo Thomas Nimsick                | Cranbrook               | CCF          |
|        | Thomas Irwin                      | Delta                   | Créditiste   |
|        | Nehemiah George Massey            | Delta                   | Créditiste   |
|        | Lyle Wicks                        | Dewdney                 | Créditiste   |
|        | Herbert Joseph Bruch              | Esquimalt               | Créditiste   |
|        | Thomas Hubert Uphill              | Fernie                  | Travailliste |
|        | Ray Gillis Williston              | Fort George             | Créditiste   |
|        | Lois Haggen                       | Grand Forks-Greenwood   | CCF          |
|        | Philip Arthur Gaglardi            | Kamloops                | Créditiste   |
|        | Randolph Harding                  | Kaslo-Slocan            | CCF          |
|        | Donald Frederick Robinson         | Lillooet                | Créditiste   |
|        | Anthony John Gargrave             | Mackenzie               | CCF          |
|        | Earle Cathers Westwood            | Nanaimo and the Islands | Créditiste   |
|        | Wesley Drewett Black              | Nelson-Creston          | Créditiste   |
|        | John McRae (Rae) Eddie            | New Westminster         | CCF          |
|        | Lorne Shantz                      | North Okanagan          | Créditiste   |
|        | Harold Earl Roche                 | North Peace River       | Créditiste   |
|        | George Henry Tomlinson Jr.        | North Vancouver         | Créditiste   |
|        | Newton Phillips Steacy            | North Vancouver         | Créditiste   |
|        | Philip Archibald Gibbs            | Oak Bay                 | Libéral      |
|        | Cyril Morley Shelford             | Omineca                 | Créditiste   |
|        | William Harvey Murray             | Prince Rupert           | Créditiste   |
|        | Arvid Lundell                     | Revelstoke              | Créditiste   |
|        | Robert Edward Sommers             | Rossland-Trail          | Créditiste   |
|        | John Douglas Tidball Tisdalle     | Saanich                 | Créditiste   |
|        | James Allan Reid                  | Salmon Arm              | Créditiste   |
|        | Francis Xavier Richter            | Similkameen             | Créditiste   |
|        | Hugh Addison Shirreff             | Skeena                  | Créditiste   |
|        | William Andrew Cecil Bennett      | South Okanagan          | Créditiste   |
|        | Stanley Carnell                   | South Peace River       | Créditiste   |
|        | Eric Charles Fitzgerald Martin    | Vancouver-Burrard       | Créditiste   |
|        | Bert Price                        | Vancouver-Burrard       | Créditiste   |
|        | Alexander Small Matthew           | Vancouver Centre        | Créditiste   |
|        | Leslie Raymond Peterson           | Vancouver Centre        | Créditiste   |
|        | Frederick Morton Sharp            | Vancouver East          | Créditiste   |
|        | Arthur James Turner               | Vancouver East          | CCF          |
|        | Thomas Audley Bate                | Vancouver-Point Grey    | Créditiste   |
|        | Robert William Bonner             | Vancouver-Point Grey    | Créditiste   |
|        | Buda Hosmer Brown                 | Vancouver-Point Grey    | Créditiste   |
|        | John Donald Smith                 | Victoria City           | Créditiste   |
|        | William Neelands Chant            | Victoria City           | Créditiste   |
|        | George Frederick Thompson Gregory | Victoria City           | Libéral      |
|        | Irvine Finlay Corbett             | Yale                    | Créditiste   |

## Répartition des sièges
| Parti    | Parti         | Député(s) |
| -------- | ------------- | --------- |
|          | Crédit social | 39        |
|          | CCF           | 10        |
|          | Libéral       | 2         |
|          | Travailliste  | 1         |
| Total    | Total         | 52        |
| Majorité | Majorité      | 26        |

## Élections partielles
Des élections partielles ont été tenues pour diverses autres raisons:
| Circonscription | Député                 | Parti      | Élection         | Motif                                                                                      |
| --------------- | ---------------------- | ---------- | ---------------- | ------------------------------------------------------------------------------------------ |
| Burnaby         | Cedric Cox             | CCF        | 9 septembre 1957 | Décès de E.E. Winch le 11 janvier 1957                                                     |
| Cariboo         | William Collins Speare | Créditiste | 9 septembre 1957 | Décès de W.R.T. Chetwynd le 3 avril 1957                                                   |
| Delta           | Gordon Lionel Gibson   | Créditiste | 9 septembre 1957 | Démission de T.J. Irwin pour se présenter au fédéral le 26 avril 1957                      |
| Rossland-Trail  | Donald Leslie Brothers | Créditiste | 15 décembre 1958 | Démission de R.E. Sommers le 7 novembre 1958, reconnu coupable de corruption et de complot |

## Autre(s) changement(s)
- North Vancouver : John Melvin Bryan Jr. devient député Indépendant le 3 février 1958. Il se rallie aux Libéraux le 25 février 1959[5].
- Oak Bay : Décès de Philip Archibald Gibbs en mars 1960[6]